# Lussery-Villars
Lussery-Villars ist eine politische Gemeinde im Distrikt Gros-de-Vaud des Kantons Waadt in der Schweiz. Die Doppelgemeinde entstand am 1. Januar 1999 durch Fusion der vorher selbständigen Gemeinden Lussery und Villars-Lussery.

## Geographie
Lussery-Villars liegt auf 494 m ü. M., 2,5 km nordöstlich von Cossonay und 15 km nordwestlich der Kantonshauptstadt Lausanne (Luftlinie). Das Dorf erstreckt sich am westlichen Talhang der Venoge, im Gros de Vaud, im Waadtländer Mittelland.
Die Fläche des 3,7 km² grossen Gemeindegebiets umfasst einen Abschnitt des Gros de Vaud, der Kornkammer des Kantons Waadt. Der Gemeindeboden erstreckt sich von der breiten Talniederung der mittleren Venoge nach Westen den Hang von Lussery-Villars hinauf bis auf das angrenzende Hochplateau, auf dem mit 571 m ü. M. der höchste Punkt der Gemeinde erreicht wird. Von der Gemeindefläche entfielen 1997 6 % auf Siedlungen, 9 % auf Wald und Gehölze, 84 % auf Landwirtschaft und etwas mehr als 1 % war unproduktives Land.
Lussery-Villars besteht aus den beiden Dörfern Lussery (494 m ü. M.) und Villars (492 m ü. M.) in halber Höhe am Hang westlich der Venoge sowie einigen Einzelhöfen. Die Nachbargemeinden von Lussery-Villars sind im Südwesten Cossonay, im Westen Dizy, im Nordwesten La Sarraz, im Norden Eclépens, im Osten Daillens und im Süden Penthalaz.

## Bevölkerung
Mit 473 Einwohnern (Stand 31. Dezember 2023) gehört Lussery-Villars zu den kleinen Gemeinden des Kantons Waadt. Von den Bewohnern sind 93,9 % französischsprachig, 2,8 % deutschsprachig und 1,2 % italienischsprachig (Stand 2000). Die Bevölkerungszahl von Lussery-Villars belief sich 1900 auf 286 Einwohner. Nachdem die Bevölkerung bis 1980 auf 178 Personen abgenommen hatte, wurde wieder eine deutliche Bevölkerungszunahme verzeichnet. 1997 zählten Lussery 168 Einwohner und Villars-Lussery 156 Einwohner.

## Wirtschaft
Lussery und Villars-Lussery waren bis in die zweite Hälfte des 20. Jahrhunderts vorwiegend durch die Landwirtschaft geprägte Dörfer. Noch heute haben der Ackerbau und der Obstbau eine wichtige Bedeutung in der Erwerbsstruktur der Bevölkerung. Weitere Arbeitsplätze sind im lokalen Kleingewerbe und im Dienstleistungssektor vorhanden. Im Dorf gibt es ein Kunstschmiedeatelier. An der Venoge unterhalb von Lussery besteht seit dem 17. Jahrhundert eine Mühle. In den letzten Jahrzehnten hat sich Lussery-Villars zu einer Wohngemeinde entwickelt. Viele Erwerbstätige sind deshalb Wegpendler, die in den umliegenden Dörfern und im Grossraum Lausanne arbeiten.

## Verkehr

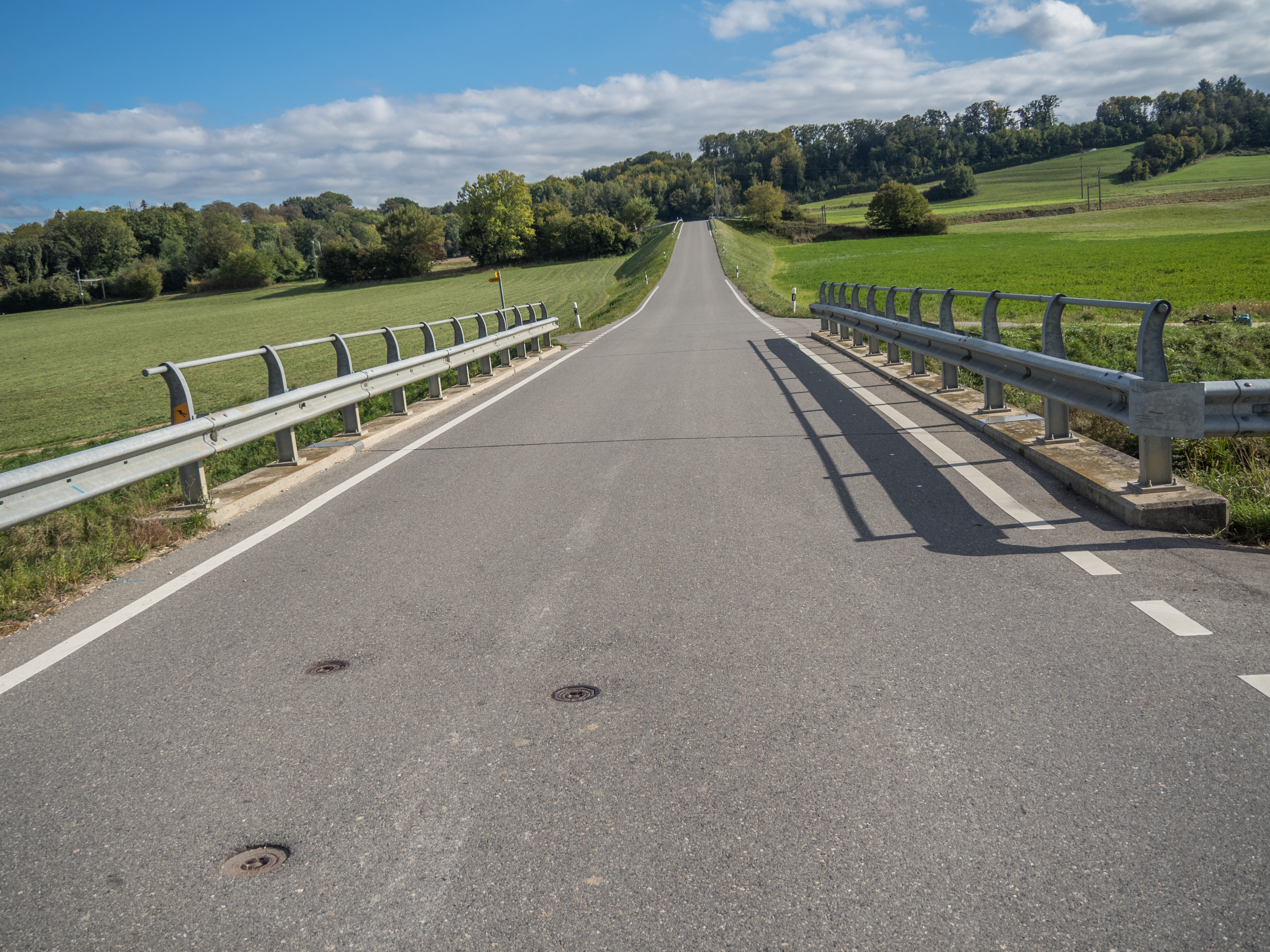
Kantonsstrasse nach Penthalaz

Die Gemeinde ist verkehrstechnisch recht gut erschlossen, obwohl sie abseits grösserer Durchgangsstrassen liegt. Strassenverbindungen bestehen nach Cossonay, Eclépens und Penthalaz. Die Autobahnanschlüsse La Sarraz und Cossonay an der 1981 eröffneten A1 (Lausanne-Yverdon) sind jeweils rund 6 km vom Ort entfernt. Die Dörfer sind durch eine Buslinie nach Cossonay-Gare ans öffentliche Verkehrsnetz angeschlossen.

## Geschichte
Die erste urkundliche Erwähnung des Dorfes Lussery erfolgte 1147 unter dem Namen Luseri. Anfang des 13. Jahrhunderts erschien die Bezeichnung Luxirie, danach Lussirie (1230), Luxirier und Luxurie (1387), Luxurier (1461) und Luxiry (1699). Der Ortsname geht auf den Personennamen Luxurius zurück.
Im Mittelalter hatten das Domkapitel von Lausanne und die Abtei Lac de Joux (L’Abbaye) Grundbesitz auf dem Gebiet der Dörfer. Seit dem ausgehenden 13. Jahrhundert bildeten Lussery und Villars-Lussery eine Herrschaft, die zeitweise unter der Oberhoheit der Herren von Cossonay, später unter derjenigen der Herren von La Sarraz stand. 1664 wurde die Herrschaft aufgeteilt. Während Lussery sich in der Folgezeit nach Cossonay ausrichtete, blieb Villars-Lussery im Einflussbereich der Herrschaft Eclépens und bildete nach 1674 eine eigene Herrschaft.
Mit der Eroberung der Waadt durch Bern im Jahr 1536 kam Lussery unter die Verwaltung der Vogtei Morges. Nach dem Zusammenbruch des Ancien Régime gehörten die Dörfer von 1798 bis 1803 während der Helvetik zum Kanton Léman, der anschliessend mit der Inkraftsetzung der Mediationsverfassung im Kanton Waadt aufging. 1798 wurden sie dem Bezirk Cossonay zugeteilt.
Am 1. Januar 1999 fusionierten die beiden Gemeinden.

## Sehenswürdigkeiten
Die alte Mühle an der Venoge mit grossen Schaufelrädern stammt aus dem 17. Jahrhundert. Auf dem Feld zwischen den Dörfern Lussery und Villars-Lussery wurde in den 1990er Jahren die neue reformierte Kirche erbaut. In den Dörfern sind noch einige Bauernhäuser aus dem 18. und 19. Jahrhundert erhalten.